# Johann Adam Osiander (Theologe)

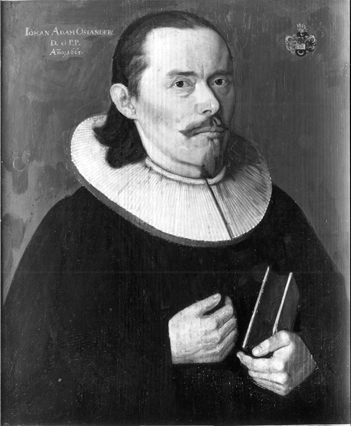
Johann Adam Osiander, Gemälde der Tübinger Professorengalerie (1665)

Johann Adam Osiander (* 3. Dezember 1622 in Vaihingen an der Enz; † 26. Oktober 1697 in Tübingen) war ein württembergischer lutherischer Theologe.

## Leben
Der Sohn des Diakons Johann Balthasar Osiander und dessen Frau Catharina (geb. Hartmann) stammte aus einem alten evangelischen Pfarrgeschlecht. Sein Ururgroßvater Andreas Osiander hatte sich bereits als Reformator einen Namen gemacht, sein Urgroßvater Lucas Osiander der Ältere war württembergischer Hofprediger und sein Großvater Johann Osiander (1564–1626) war Generalsuperintendent und Abt in Adelberg.
Nach Besuch der Lateinschule seiner Heimatstadt nahm er zunächst 1639 an der Universität Tübingen ein philosophisches Grundstudium auf und erlangte 1642 den akademischen Grad eines Magisters der Philosophie. Danach widmete er sich bei Melchior Nicolai und Johann Ulrich Pregizer theologischen Studien, war 1647 Vikar in Stuttgart, danach Diakon in Göppingen und 1653 in Tübingen, wo er seine Studien fortsetzte. Osiander promovierte 1656 zum Doktor der Theologie, wurde im selben Jahr außerordentlicher Professor der griechischen Sprache und der Theologie.
1660 stieg er zum ordentlichen Professor der Theologie auf, übernahm 1680 das Kanzleramt der Universität Tübingen und gleichzeitig das damit verbundene Amt des Propsts der Tübinger Stiftskirche. Osiander beteiligte sich auch an den organisatorischen Aufgaben der Tübinger Hochschule. So war er mehrmals Dekan der theologischen Fakultät, drei Mal Rektor der Alma Mater und zweieinhalb Jahre lang gleichbedeutender Prorektor.
Er starb am 26. Oktober 1697 in Tübingen an einem Herzinfarkt und wurde am 28. Oktober in Tübingen begraben.

## Wirken
Während seiner langen akademischen Tätigkeit hielt er gegen 270 Vorlesungen über theologische und philosophische Materien, speziell war ihm das Fach der Exegese der griechischen, neutestamentlichen Bibelbücher anvertraut. Von seinen Zeitgenossen wurde Osiander als einer der ersten Theologen des Jahrhunderts anerkannt und als „das Auge der lutherischen Kirche“ bezeichnet. In seinen Vorlesungen drängten sich die Studierenden aus allen Ländern, besonders zahlreich aus Schweden. Indessen hat er doch in keiner Weise schöpferisch gewirkt, hielt dagegen den alten Stolz der Tübinger, die Polemik, gegen die Irrlehren aufrecht.
Er war trotz seiner Freundschaft mit dem Pietisten Philipp Jacob Spener ein Vertreter der lutherischen Orthodoxie, die das Hauptgewicht der akademisch-theologischen Lehrtätigkeit auf die Polemik und die Kontroversen legte. So las Osiander meistens nicht über einzelne Bücher des Neuen Testaments, sondern nur über einzelne Stellen, loca difficiliora, mit welchen man die Gegner am besten schlagen könne. Dass er sich gegen das Eindringen der cartesianischen Philosophie, sowie gegen die immer wiederkehrenden unionistischen Bestrebungen zwischen Protestanten und Katholiken ablehnend verhielt, war die notwendige Folge seiner orthodoxen Überzeugung.

## Familie
Osiander war dreimal verheiratet.
- 1650 mit Anna Magdalena Schüpper. Aus dieser Ehe stammen acht Kinder.
- 18. April 1689 mit Anna Maria geborene Kull (1641–1696), Witwe des Hofgerichtsadvokaten Johann Georg Behr.[2]
- 8. April 1697 mit Agathe Christiane, Witwe des in der französischen Gefangenschaft als Geisel zu Metz gestorbenen Prälaten Johann Ludwig Dreher von Hirsau.

Die letzten beiden Ehen blieben kinderlos. Von den Kindern kennt man:
- Anna Magdalena Osiander, ⚭ Johann Wolfgang Jäger (1647–1720), Theologe
- Catharina Magaretha Osiander († vor Vater), ⚭ Aegidius Adam Zincke
- Johannes Osiander (1657–1724), Theologe
- Johann Adam Osiander (1659–1708), Mediziner
- Catharina Osiander, ⚭ Tobias Meurer (1648–1725), Stuttgarter Gymnasialprofessor

## Schriften
- Theologia moralis, 1671.
- Observationes Maximam partem Theologicæ In Libros Tres De Jure Belli Et Pacis, Hugonis Grotii, 1671.
- Theologia casualis, 1682.
- De iure circa sacra, et in specie de iure reformandi, 1682.
- Collegium systematicum theologiae universae, 1686.
- Commentarius in Pentateuchum, 1676.
- Commentarius in libros Josue-Samuelis, 1682.
- Collegium Anti-Cartesianum, 1684.